# BBC Persian

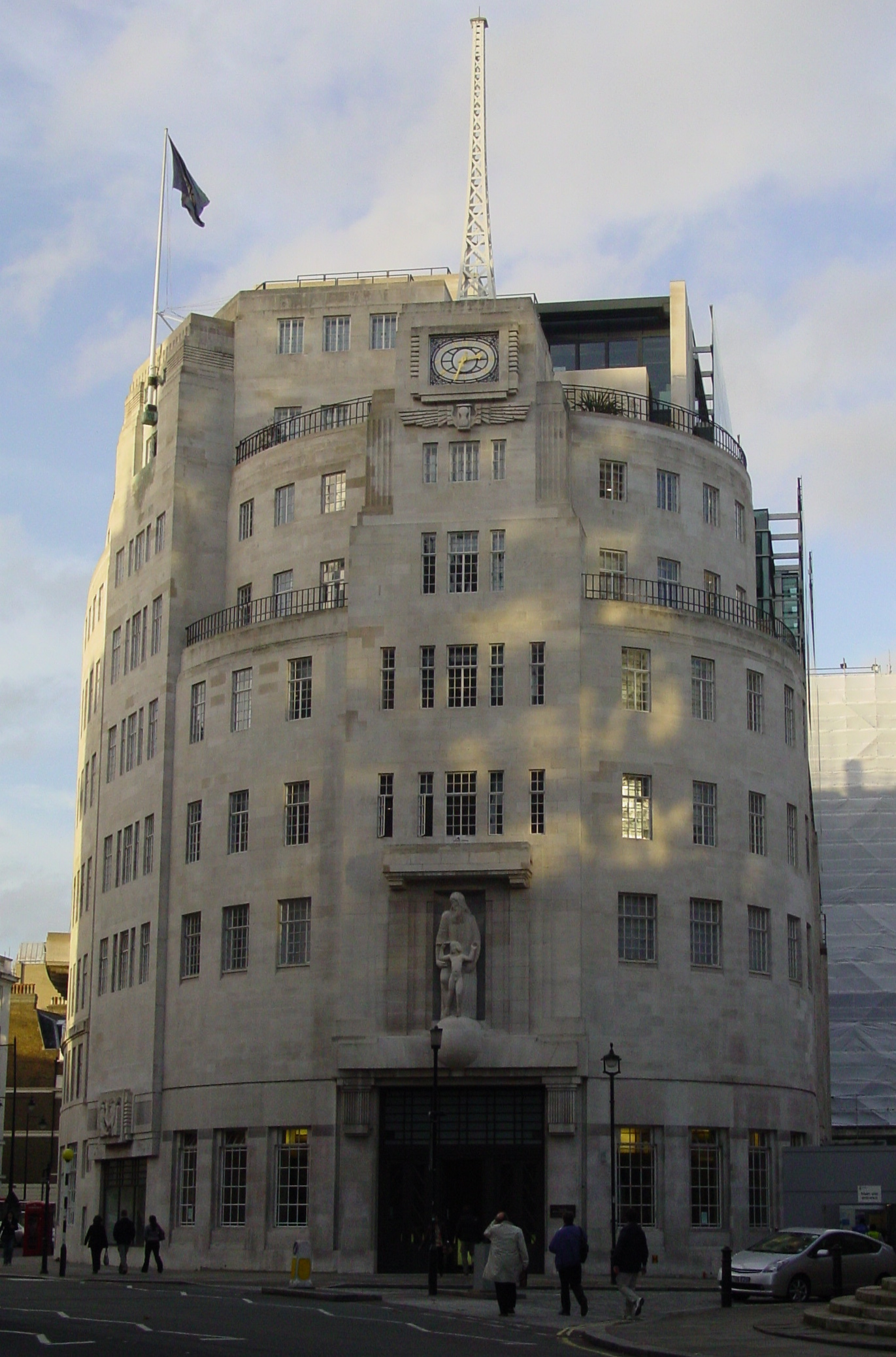
Broadcasting House w Londynie, skąd nadawany jest kanał

BBC Persian (pełna nazwa: BBC Persian Television) – brytyjski kanał telewizyjny o profilu informacyjno-publicystycznym, nadawany w całości w języku perskim. Został uruchomiony 14 stycznia 2009 jako drugi kanał telewizyjny produkowany przez BBC World Service i finansowany bezpośrednio ze środków Ministerstwa Spraw Zagranicznych Wielkiej Brytanii. 
Kanał skierowany przede wszystkim do osób posługujących się językiem perskim, a mieszkających w Iranie, Tadżykistanie i Afganistanie. Jest dostępny bezpłatnie w przekazie internetowym oraz satelitarnym. Nadaje przez osiem godzin na dobę z gmachu Broadcasting House w Londynie.